# Monterey Jack
Il Monterey Jack è un formaggio statunitense bianco, semiduro, prodotto con latte vaccino e dal sapore dolce e delicato. Le forme di Monterey Jack più comuni stagionano per un solo mese.

## Storia
Il Monterey Jack venne prodotto per la prima volta nel diciottesimo secolo da frati francescani di Monterey, in Alta California. Sempre nello stesso secolo, l'uomo d'affari californiano David Jacks iniziò a produrre un formaggio bianco leggero molto simile che divenne noto dapprima come Jack's Cheese e infine Monterey Jack. Anche altri allevatori della zona iniziarono a produrre il formaggio, tra cui Andrew Molera, che costruì una grande attività casearia a Big Sur che produceva un apprezzato Monterey Jack. Secondo alcuni studi, a causa del suo basso contenuto di tiramina, un composto organico che si pensa sia associato al mal di testa, il Monterey Jack sarebbe uno dei pochi formaggi che può consumare chi soffre di emicrania.

## Varianti

### Dry Jack
Il Dry Jack (traducibile in Jack secco) fu inventato per caso nel 1915, quando un grossista di San Francisco si dimenticò di alcune forme di Monterey Jack che aveva immagazzinato. Con l'intensificarsi della prima guerra mondiale e la conseguente interruzione di spedizioni di formaggi a pasta dura provenienti dall'Europa, egli riscoprì le ruote ormai invecchiate. Nonostante la sua dimenticanza, i clienti del grossista reputarono le forme di dry Jack delle valide sostitute dei classici formaggi a pasta dura come il parmigiano. A differenza del poco stagionato Monterey Jack, il dry Jack viene fatto invecchiare fino a un massimo di sei mesi.

### Altre varianti
Il pepper Jack è un derivato del Monterey Jack aromatizzato con peperoncini piccanti, peperoni ed erbe aromatiche. Il Monterey Jack può anche essere combinato con il Colby formando così il Colby-Jack, o con il Cheddar giallo per produrre il cheddar-Jack.